# Muhammad bin Sa'd Al Sa'ud
Muḥammad bin Saʿd Āl Saʿūd (in arabo محمد بن سعد بن عبد العزيز آل سعود‎?; Riyad, 1944) è un militare e politico saudita, membro della famiglia reale Āl Saʿūd.

## Primi anni di vita
Muhammad bin Sa'd è nato a Riad nel 1944. Suo padre, il principe Sa'd, era il settimo figlio di re Abd al-Aziz. Al padre non è stata data una posizione politica significativa a causa del suo carattere debole e insignificante. Sua madre era Jazwa bint Saʿūd bin Kharṣān al-Samer al-Ajmī.

## Formazione
Dopo aver completato gli studi secondari a Riyad, nel 1962 è andato nel Regno Unito per studiare al Royal Air Force College di Cranwell, dove si è laureato in scienze militari e dell'aviazione. Ha inoltre frequentato un corso avanzato di volo, un corso di combattimento aereo e un corso di pilotaggio di caccia intercettore, sempre nel Regno Unito.

## Carriera e altre posizioni
Muhammad bin Sa'd ha avuto sia esperienze militari che di governo. Ha iniziato la sua carriera come ufficiale militare e ha servito in diversi rami della Forza aerea saudita. Inizialmente è stato assegnato al sesto squadrone con base a Khamis, poi alla base aerea di Dhahran. La sua carriera militare si è conclusa nel 1975.
Dal 1984 al 1992 ha servito come vice governatore della provincia di al-Qasim. Nel 1992, è stato nominato consigliere del principe Nayef, allora ministro dell'interno. Quando quest'ultimo, nel 2009, è stato nominato secondo vice primo ministro, Muhammed è stato confermato nel suo ruolo di consigliere. Il suo mandato è durato fino al 2011 quando è stato nominato vice governatore della provincia di Riyad con rango di ministro. Il 14 febbraio 2014, su sua richiesta, è stato sollevato dall'incarico e sostituito dal principe Turki bin Abd Allah.
Il principe Muhammad fa parte del Consiglio di Fedeltà.

## Vita personale
Sua moglie è la principessa Seeta, figlia del defunto re Sa'ud.